# The Postman Always Rings Twice (1981)
The Postman Always Rings Twice is een Amerikaanse dramafilm uit 1981 onder regie van Bob Rafelson. Het scenario is gebaseerd op de gelijknamige roman uit 1934 van de Amerikaanse auteur James M. Cain. Het is tevens een nieuwe versie van de gelijknamige film uit 1946 van Tay Garnett. 

## Verhaal
De werkloze Frank Chambers trekt rond door de Verenigde Staten. Hij neemt een baan aan in een wegrestaurant, dat wordt geleid door de naïeve Nick Papadakis. Nick is getrouwd met de aantrekkelijke Cora, die bovendien veel jonger is dan hijzelf. Frank en Cora beginnen spoedig een liefdesaffaire. Ze smeden samen een plan om Nick uit de weg te ruimen.

## Rolverdeling
| Acteur           | Personage            |
| ---------------- | -------------------- |
| Jack Nicholson   | Frank Chambers       |
| Jessica Lange    | Cora Papadakis       |
| John Colicos     | Nick Papadakis       |
| Michael Lerner   | Mijnheer Katz        |
| John P. Ryan     | Kennedy              |
| Anjelica Huston  | Madge                |
| William Taylor   | Sackett              |
| Thomas Hill      | Barlow               |
| Jon Van Ness     | Agent op de motor    |
| Brian Farrell    | Mortenson            |
| Raleigh Bond     | Verzekeringsmakelaar |
| William Newman   | Man uit geboortestad |
| Albert Henderson | Art Beeman           |
| Ken Magee        | Hopman               |
| Eugene Peterson  | Arts                 |